# Israëlische parlementsverkiezingen 1996
De Israëlische parlementsverkiezingen van 1996 voor de 14e Knesset vonden plaats op 29 mei 1996. Het was tevens de eerste keer dat er aparte verkiezingen voor de premier werden gehouden. Iets meer dan 3,1 miljoen kiezers brachten hun stem uit oftewel ruim 79 procent van het electoraat.
De verkiezingen werden gedomineerd tussen de strijd tussen Shimon Peres (destijds premier van het linkse kabinet-Peres II) en Benjamin Netanyahu, die beide streden om het premierschap en hun respectievelijke partijen de linkse Arbeidspartij en de rechtse Likoed, die streden om het overwicht in de Knesset.

## Aanloop
Peres was in november 1995 de vermoorde Yitzhak Rabin als premier opgevolgd. In februari 1996 schreef hij vervroegde verkiezingen uit om zich te verzekeren van de steun van de kiezers voor het vredesproces met de Palestijnen. De onderhandelingen met dezen werden om die reden tijdelijk stilgelegd. Voorts hoopte hij voor de eerste keer zelfstandig de verkiezingen te winnen, iets waar hij tot dan toe steeds in had gefaald.
Peres kampte tijdens de verkiezingstijd met een aantal tegenvallers die zijn tegenstander Netanyahu goed van pas kwamen. Zo waren er zelfmoordaanslagen met veel slachtoffers die door de Palestijnse islamistische terreur- en verzetsbeweging Hamas werden gepleegd, de aanvallen met katjoesja-raketten vanuit Zuid-Libanon door de sjiitische terreur- en guerrillabeweging Hezbollah en het gegeven dat hij door rechtse Israëliërs van verraad werd beschuldigd vanwege zijn hoofdaandeel in de realisatie van de Oslo-akkoorden.
Om deze ontwikkeling te keren, begon Peres in april de Operatie Druiven der Gramschap, waarbij het Israëlische leger Hezbollah in het zuiden van Libanon beschoot. Het omgekeerde wat hij beoogde, bleek het geval te zijn nadat het Israëlische leger per abuis Libanese vluchtelingen had geraakt op de UNIFIL-post bij het plaatsje Qana en waarbij meer dan honderd doden waren gevallen (het bombardement op Qana). Het kostte hem de steun van de Israëlische Arabieren (zo'n 15 procent van het electoraat uitmakend), die zich nu en masse van hem afkeerden.
Naar aanleiding van al deze kwesties was hét verkiezingsthema dan ook 'nationale veiligheid'. De Arbeidspartij had op grond hiervan aangegeven in te stemmen met de vestiging van een zelfstandige Palestijnse staat, iets waar Likoed en partners niet voor te porren waren. En alhoewel beide Jeruzalem ongedeeld wilden laten, was de Arbeidspartij wel bereid het thema 'Jeruzalem' als gesprekspunt met de Palestijnen op te nemen maar Likoed niet. Voorts wilde de Arbeidspartij in het kader van 'land voor vrede' de Golan aan Syrië teruggeven, wat weer tegen het zere been van Likoed was.
De verkiezingscampagne was een matte vertoning geweest, temeer omdat er de laatste maanden geen grote verkiezingsbijeenkomsten waren gehouden. De reden hiervoor was dat men daar geen geld voor uit wilde trekken, omdat er op dergelijke bijeenkomsten hoofdzakelijk eigen kiezers afkwamen en men zich op de zwevende kiezer wilde concentreren.
Enkele dagen voor de verkiezing, op 26 mei, hadden Peres en Netanyahu een debat gevoerd, waarin eerstgenoemde had aangegeven de missie van wijlen premier Rabin voort te willen zetten. Netanyahu zag hier echter geen heil in omdat dit volgens hem niet alleen tot bovenstaande door de Arbeidspartij gewilde zaken zou leiden maar ook tot een toename van terreur van Palestijns-Arabische zijde.

## Verloop
Opvallend was dat zowel Arbeidspartij als Likoed flink verloren, een verlies waarvan bijna alle andere partijen profiteerden, met name nieuwkomer Jisrael Ba'aliyah. Deze in 1996 door Natan Sharansky opgerichte partij wilde de belangen van de uit de voormalige Sovjet-Unie geïmmigreerde Joden behartigen en de stemmen van deze kiezers beïnvloedden dan ook in aanzienlijke mate de uitslag. Volgens een krantenonderzoek stemden zij als volgt:
- Jisrael Ba'aliyah - 40%
- Likoed - 25%
- Arbeidspartij - 21%
- Meretz - 3%

Bij de verkiezingen van 1992 had de Arbeidspartij nog 50% van de stemmen van de Sovjetimmigranten gekregen en Meretz 8%. Ook laatstgenoemde bleek daarom (vooral verhoudingsgewijs) aanzienlijk verloren te hebben.
Binnen 45 dagen moest er een nieuwe regering worden geformeerd. Omdat Netanyahu de directe premiersverkiezingen had gewonnen, werd dit het rechts-religieuze kabinet-Netanyahu I, dat reeds op 18 juni tot stand kwam en tot medio 1999 zou bestaan.

## Uitslag
De definitieve uitslag werd gepresenteerd op 31 mei. Deze was als volgt:
| Partij                      | Percentages | Stemmen | Verschil |
| Arbeidspartij               | 27,5%       | 34      | -10      |
| Likoed, Tsomet, Gesher      | 25,8%       | 32      | -8       |
| Shas                        | 8,7%        | 10      | +4       |
| Nationaal-Religieuze Partij | 8,1%        | 9       | +3       |
| Meretz                      | 7,5%        | 9       | -3       |
| Jisrael Ba'aliyah           | 5,8%        | 7       | +7       |
| Hadash-Balad                | 4,4%        | 5       | +2       |
| Verenigd Thora-Jodendom     | 3,3%        | 4       | 0        |
| De Derde Weg                | 3,2%        | 4       | +4       |
| Verenigde Arabische Lijst   | 3,0%        | 4       | +2       |
| Moledet                     | 2,4%        | 2       | -1       |
| Totaal                      | ~100%       | 120     | 0        |